# Ouguiya mauritana
L'ouguiya (arabo: أوقية lett. "oncia"; codice ISO 4217: MRU) è la valuta della Mauritania. È l'unica valuta in circolazione oltre all'ariary malgascio con frazioni non decimali: ogni ouguiya è suddivisa infatti in 5 khoums (parola invariabile in italiano, in arabo خمس, che significa "un quinto").
L'ouguiya è stata introdotta nel 1973, quando ha rimpiazzato il franco CFA ad un cambio di 1 ouguiya per 5 franchi.

## Monete
Nel 1973 sono state introdotte le monete da 1 khoums, 1, 5, 10 e 20 ouguiya. Le prime, in particolare, sono state emesse solo quell'anno. Le più recenti emissioni risalgono al 2003 (1 ouguiya) e al 2004 (le altre monete). Le monete vengono coniate alla Zecca di Kremnica, in Slovacchia.

## Banconote
Nel 1973, i tagli delle banconote emesse dalla Banca centrale erano da 100, 200 e 1000 ouguiya. L'anno successivo fu emessa una seconda serie di banconote con gli stessi tagli. Nel 1979 sono state immesse in circolazione le banconote da 500 ouguiya.
Una nuova serie di banconote è stata emessa nel 2004 per migliorare gli standard di sicurezza: nella nuova emissione erano previsti tutti i tagli precedenti più una nuova banconota da 2000 ouguiya.
A partire dall'emissione del 1974 le banconote sono state stampate dalla Giesecke & Devrient, una società avente sede a Monaco di Baviera.

## Informazioni numismatiche
A Nouakchott, la capitale della Mauritania, molte delle monete sono in condizione buone o ottimali. Le banconote da 100 e 200 ouguiya sono in genere in condizioni scarse o accettabili, mentre i tagli più grossi sono in condizioni buone o molto buone.